# Арбель, Эдна
Эдна Арбель (ивр. עדנה ארבל‎; род. 22 июня 1944 года, Иерусалим, подмандатная Палестина) — израильский юрист, государственный прокурор Израиля (1996—2004), судья Верховного суда Израиля (с 2004 года)

## Биография
Эдна Арбель родилась 22 июня 1944 года в городе Иерусалим, на территории Подмандатной Палестины (ныне Израиль). Отец — Ицхак Энгландер, родился в 1915 году в Чехии, в 1933 году эмигрировал в Палестину из Польши, изучал право и арабистику в Иерусалимском университете, занимался частной адвокатской практикой, скончался в 2002 году. Мать — Това Эстрейчер, родилась в 1917 году в Будапеште, в двухлетнем возрасте прибыла в Палестину, работала в министерстве юстиции Израиля, скончалась в 1989 году. Помимо Эдны в семье родилась ещё одна дочь — Юдит (род. 1951).
В 1962 году Арбель призвалась на службу в 1962 году в Армию обороны Израиля. В это же время начала изучать право в Тель-Авивском отделении Иерусалимского университета. После окончания университета (1967 год) поступила на работу в частную юридическую компанию, спустя два года получила право заниматься юридической деятельностью.
В 1975—1979 годах училась на юридическом факультет университета Бар-Илан. В 1982 году вошла в состав «комиссии Кахана», сформированной для «расследования событий в лагерях беженцев в Бейруте».
В 1984 году Эдна Арбель стала прокурором Центрального округа Израиля, спустя четыре года она перешла на работу в окружной суд Тель-Авива. Проработав в суде около восьми лет, Арбель сменила Дорит Бейниш на посту государственного прокурора Израиля. За время её каденции на этом посту количество работников прокураторы увеличилось с 700 до 1040 человек. Высокопоставленные израильские чиновники отметили смелость Арбель в борьбе за верховенство закона.
6 мая 2004 года (большинством голосов комиссии по назначению судей) была избрана судьёй Верховного суда Израиля, её кандидатуру выдвинул председатель суда Аарон Барак.
24 мая 2004 года Арбель, вместе с судьями Рубинштейном, Хают и Джубраном, была приведена к присяге и вступила в должность судьи Верховного суда Израиля..
10 ноября 2011 года Арбель, вместе с судьями Мирьям Наор и Салим Джубран, отвергла апелляцию бывшего Президента Израиля Моше Кацава против постановления окружного суда, признавшего его виновным в совершении двух изнасилований и ряда дополнительных половых преступлений.

## Личная жизнь
В 1967 году Эдна Энгландер вышла замуж за Ури Арбеля (род. 1940). Ури Арбель сделал военную карьеру, вышел в отставку в звании генерала-лейтенанта. В браке родилось трое детей: Сагит (род. 1966), Зоар (род. 1971) и Керен (род. 1974)